# Claude Viseur
«  Clovis (dessinateur) » redirige ici. Pour les autres significations, voir Clovis (homonymie).
Pour les articles homonymes, voir Viseur (homonymie).
Claude Viseur, dit Clovis, né le 26 avril 1946 à Quaregnon (province de Hainaut) et mort le 19 juillet 2018 à Mons (province de Hainaut), est un dessinateur belge, connu pour sa participation à la bande dessinée Michel Vaillant et spécialisé dans l’illustration automobile.

## Biographie
Claude Viseur naît le 26 avril 1946 à Quaregnon près de Mons.
Pour Belvision, le studio de dessin animé des éditions du Lombard, il participe en tant qu'assistant animateur aux dessins animés Astérix et Cléopâtre en 1968, Tintin et le Temple du Soleil en 1969 et Lucky Luke en 1971.
En 1972, toujours pour Belvision, il est chef animateur sur le dessin animé Tintin et le Lac aux requins.
Le 1er avril 1974, il est recruté par Jean Graton pour participer en tant que dessinateur à la bande dessinée Michel Vaillant.
En 1976, il travaille en tant qu'animateur sur Les Voyages de Gulliver (en), film avec Richard Harris, mélangeant dessin animé et prises réelles.
En 1982, il décide de quitter Graton après avoir dessiné et mis en couleur principalement les voitures et autres engins mécaniques de 15 albums de la série Michel Vaillant en huit ans.
Il a participé à l'illustration du magazine F1i Magazine de Pierre Van Vliet.
Entre avril 2016 et avril 2017, il illustre la rubrique Édito/Sommaire du magazine Échappement Classic disponible en kiosque.
Il a produit des illustrations d'affiches (notamment pour le Grand Prix de F1 de Belgique à Zolder en 1981, pour les 24 Heures de Spa en 2018 et pour la participation de Vanina Ickx à la course de côte de Pikes Peak en 2018) et des albums comme Nioubi, Historickx ou Le Petit Jacky illustré.
Il meurt le 19 juillet 2018 à l’hôpital Saint-Joseph à Mons, à l'âge de 72 ans. Xavier Daffe, rédacteur en chef du magazine Le Moniteur automobile lui rend hommage dans son éditorial du 19 juillet 2018.

## Œuvres

### Albums de bande dessinée

#### Albums publicitaires

##### Une aventure de Gil et Joanne
- 1. Racing with Thierry Boutsen, Inpra, 1983
Scénario : Denis Asselberghs - Dessin : Clovis - Couleurs : Do,album publicitaire pour les tapis Louis De Poortere.
- 2. Racing Fever, Inpra, novembre 1983
Scénario : Denis Asselberghs - Dessin : Christian Lippens, André Osi, Clovis - Couleurs : quadrichromie,album publicitaire pour les cigarettes Bastos.

##### Fric-frac à Francorchamps
- Fric-frac à Francorchamps[12], Dargaud Benelux, Bruxelles, 1988
Scénario : Paul Ide - Dessin : Clovis, Herbert - Couleurs : Emmanuelle -  (ISBN 2-87129-050-4),album publicitaire pour Toyota, traduit en néerlandais sous le  titre Flash op Francorchamps (ISBN 90-6793-260-4).

### Illustrations
- Dessine-moi une auto, Denis Asselberghs et Clovis, éd. DPPC, 1998.

### Expositions
- Rétrospective Clovis, maison culturelle de Quaregnon du 27 mai au 22 juin 2011[13].

#### Livres
- Jacques Fiérain, « Clovis », dans La BD dans la province du Hainaut, Charleroi, Éd. l'Âge d'or, septembre 2006, 96 p., ill. ; 31 cm (ISBN 9782960046458 et 2960046455, OCLC 469651838, présentation en ligne), p. 11.

#### Articles
- Martin Businaro, « Le dessinateur automobile Clovis s’en est allé… », La DH Les Sports+,‎ 19 juillet 2018 (lire en ligne, consulté le 25 juin 2023)
- Charles Van Dievort, « Décès de l’illustrateur automobile Clovis », La DH Les Sports+,‎ 19 juillet 2018 (lire en ligne, consulté le 25 juin 2023)
- « Clovis, quarante ans de carrière. », sur RTBF via Wikiwix, 6 juin 2011 (consulté le 25 juin 2023)
- V.P., « Le dessinateur Clovis, alias Claude Viseur, a tiré sa révérence », La Province,‎ 19 juillet 2018 (lire en ligne, consulté le 25 juin 2023).